# Юзеф Кабан

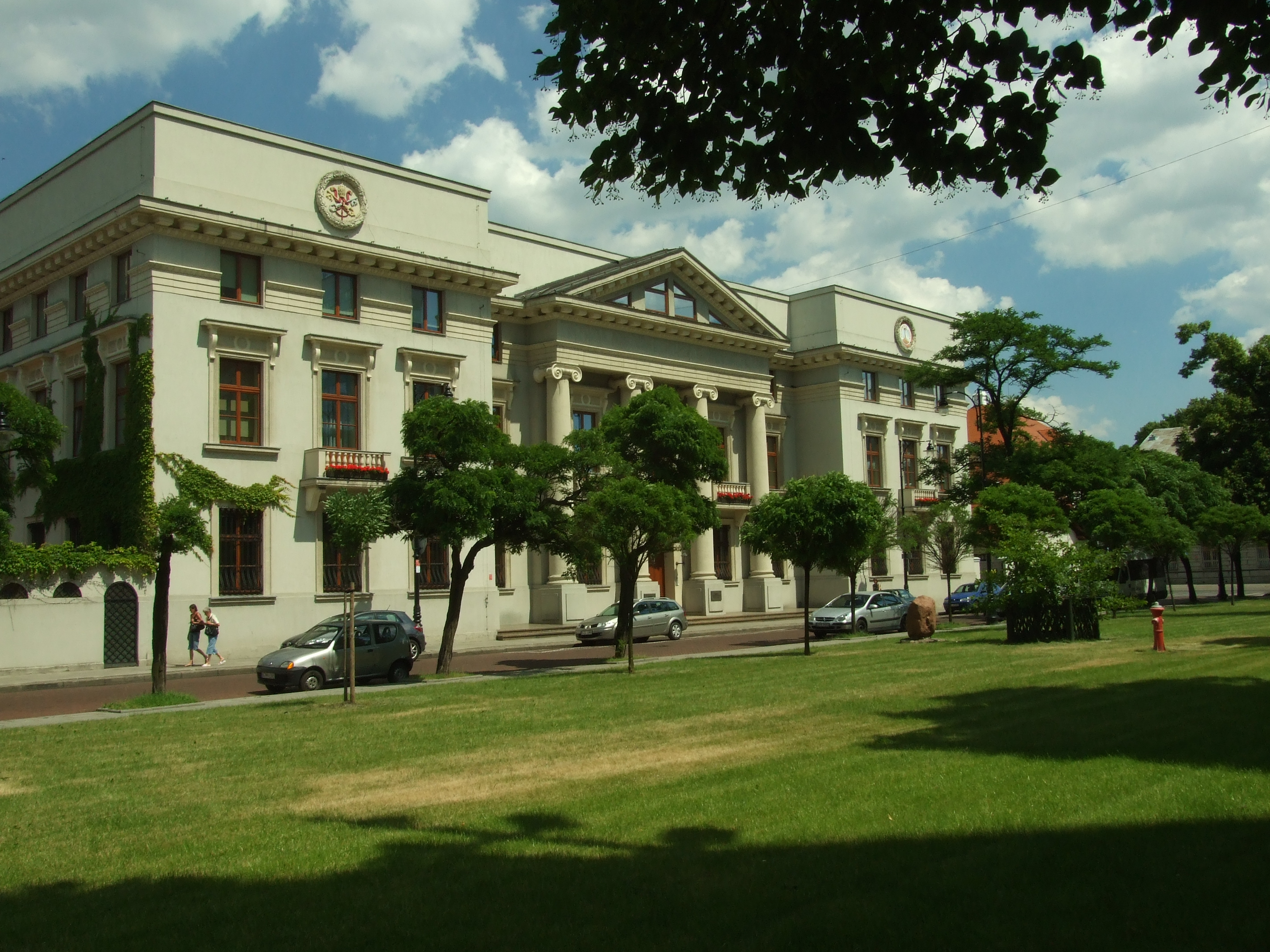
Єпископський палац у Лодзі

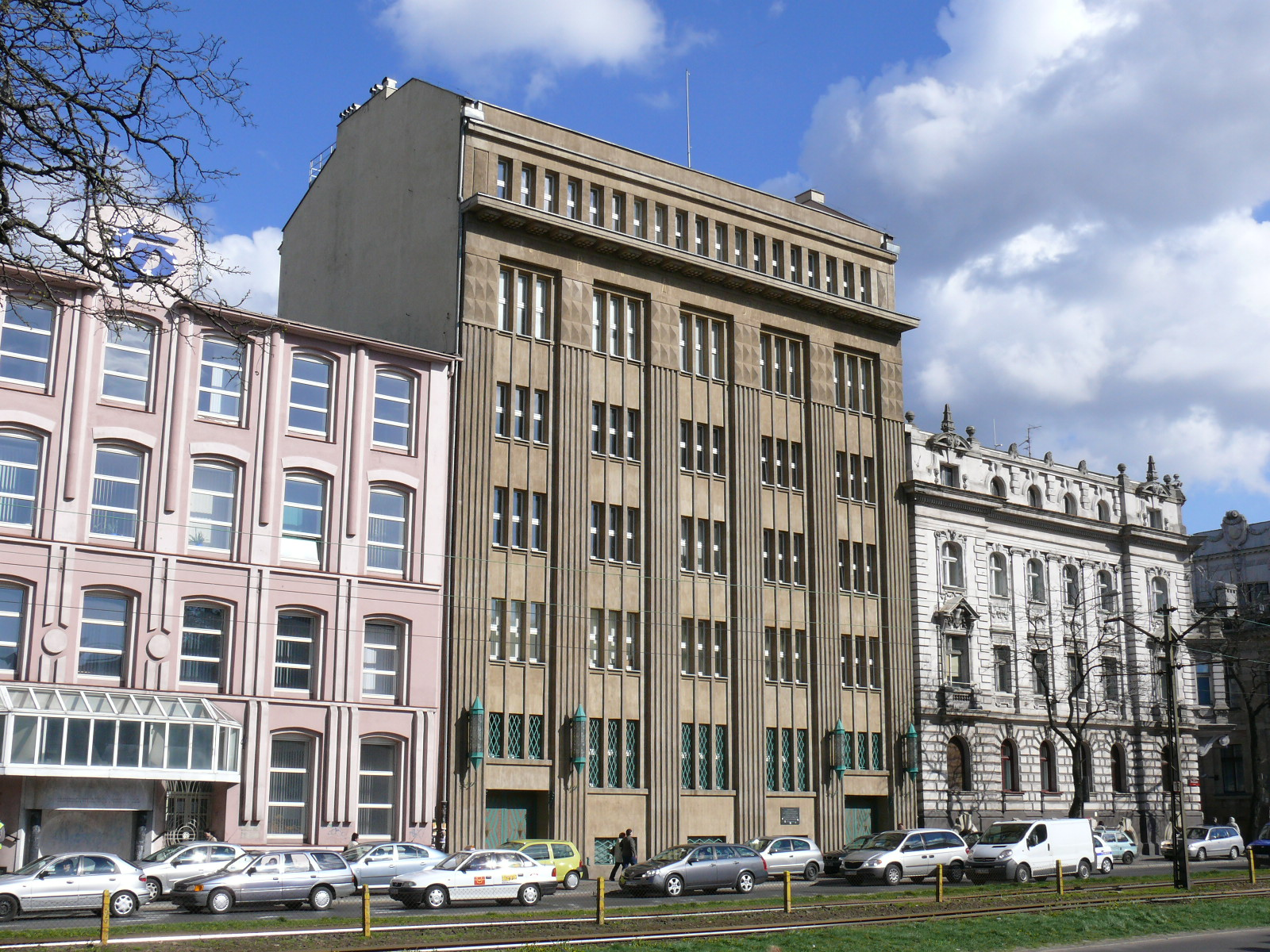
Будинок телефонної компанії в Лодзі

Юзеф Кабан, після 1950 року — Корський (пол. Józef Kaban, Korski, 1886, Краків — 1969, там само) — польський архітектор, який працював переважно в Лодзі.

## Біографія
Закінчив краківську Вищу промислову школу у 1902—1907 роках. Навчався у Краківській академії мистецтв. Відбував практику в архітектора Славомира Одживольського. Завдяки стипендії графині Ледуховської 1912 року розпочав навчання у політехніці Дрездена, яке не вдалось завершити через початок війни. Короткий час працював повітовим архітектором у Тарнобжегу, а від 1920 року — повітовий архітектор у Лодзі. Від 1921 року був також дієцезіальним архітектором, виконав велику кількість проектів храмів. Під час німецької окупації у 1940—1945 роках перебував у Кракові. Пізніше повернувся до Лодзі, де працював далі спільно із сином, також архітектором. Звання архітектора отримав лише 1951 року у Краківській гірничій академії. У 1960-х роках повернувся до Кракова, де 1969 року помер.
Член журі конкурсу проектів робітничих осель для місцевостей Полесє Константиновське і Нове Рокіче в Лодзі.
У своїй творчості еволюціонував, починаючи від «свійських» мотивів, через звернення до неокласицизму до модернізму 1930-х років. Належить до найвидатніших архітекторів Лодзі міжвоєнного періоду. Син, Вітольд Корський (нар. 1918) — архітектор.

## Роботи
- Проект житлового однородинного будинку з оточенням. Розрахований для виставки. отримав «другу почесну згадку» на конкурсі Делегації архітекторів польських і Комітету виставки 1911 року.[2] На виставці експонувався макет.[3]
- Рисунки і типові проекти сільських хат, створені для виданої 1915 року збірки «Odbudowa polskiej wsi» (Відбудова польського села). Це зокрема рисунок «Дорога до костелу» відбудованого села, проекти п'ятьох двокімнатних хат із господарськими приміщеннями (одна у співавторстві зі Стефаном Вонсом, ще дві — з Володимиром Тетмаєром). Ще одна двокімнатна хата з окремою стайнею і стодолою.[4]
- Типові проекти будинків для двох родин держслужбовців, дому купця, дому книготорговця, створені для збірки «Odbudowa polskiego miasteczka» (Відбудова польського містечка), виданої 1916 року.[5]
- Три варіанти проектів типових військових надгробків, створених на спільний конкурс товариства «Польське ужиткове мистецтво», Краківського технічно-промислового музею і Спілки товариств охорони краси краю. Здобули друге місце. Опубліковані в каталозі 1916 року.[6]
- Проект костелу в селі Нови Бедонь (1921).[7]
- Єпископський палац у стилі неокласицизму на вулиці Скорупки, 1 у Лодзі (1922—1924).
- Проект каплиці в селі Нове Злотно, тепер місцевість Лодзі (1925).[8]
- Конкурсний проект торгового центру в Познані. Здобув перше місце на конкурсі 1927 року. Проект створено при співпраці Еугеніуша Татари і Віктора Геслера.[9]
- Проект будинку Міністерства освіти і релігії у Варшаві. Не здобув відзнак на конкурсі 1927 року, але був придбаний журі.[10]
- Будинок Польського акціонерного телефонного товариства в Лодзі (1926—1929).
- Будівля окружного суду в Лодзі на площі генерала Домбровського і вулиці президента Нарутовича. Перший проект від 1925 року не був реалізований. Наступний, зменшений, від 1927 року, був реалізований у 1929—1930 роках. Інтер'єри, оздоблення, умеблювання розробив також Юзеф Кабан. Керував спорудженням Францішек Карпінський.[11]
- Проект Будинку культури і мистецтв ім. Адама Асника в Каліші. Здобув перше місце на закритому конкурсі в серпні 1938 року.[12]
- Костел святої Терези в Лодзі (1950—1960).
- Великий театр у Лодзі (1949—1963).